# ستيفن دي. سوليفان
ستيفن دي. سوليفان (بالإنجليزية: Stephen D. Sullivan)‏ (5 سبتمبر 1959، مولين في الولايات المتحدة)؛ كاتب وروائي أمريكي.